# Aitareya-upaniṣad
El Aitareya Upaniṣad es uno de los más antiguos entre los Upanishads (más de 300 textos sagrados del hinduismo, compuestos a partir del siglo VI a. C.).
Este Upanishad en particular podría datar de los últimos siglos del I milenio a. C.
El canon Muktika lo menciona como el octavo entre los 108 mukhia upanishad (Upanishads principales). Está asociado con el Rigveda (mediados del II milenio a. C.), debido a que comprende los capítulos cuarto, quinto y sexto del segundo libro del antiguo texto posvédico Aitareyāraṇyaka.
Fue comentado por acharias (maestros) como Shankara y Madhvācārya.

## Nombre sánscrito
- aitareyopaniṣad, en el sistema AITS (alfabeto internacional para la transliteración del sánscrito).[1]
- ऐतरेयोपनिषद्, en escritura devanagari del sánscrito.[1]
- Pronunciación:
  - "aitareiopanishád" (pronunciación aproximada) en sánscrito[1]
- Etimología: ‘el Upanishad del hijo de Itarā’[1][2]
  - Aitareya es un nombre patronímico que significa ‘hijo de [la mujer] Itarā’[1]
  - Upa nishad significa ‘sentarse más bajo que otro [para escuchar respetuosamente sus enseñanzas]’.[1]

## Contenido
El Aitareya-upanishad es un texto de prosa breve, dividido en tres capítulos.
Contiene 33 versos. Según la tradición, el rishi que compuso el Aitareyāraṇyaka y el Aitareyabrāhmaṇa fue Aitareyamahidāsa. En el Chandoguia-upanishad (3.16.7) se afirma que Aitareya Majidasa vivió 116 años.
En el primer capítulo del texto, el atman ―el yo interior―, es retratado como un creador divino. En el segundo capítulo se describen los tres nacimientos del atman. El tercer capítulo trata de las cualidades del ser o Brahman.
El texto contiene una de las expresiones más famosas de la doctrina vedanta:  «pragñanam brahma» (‘hay que preguntar acerca de esta alma’), que es una de las maja-vakias (grandes palabras). La primera traducción al inglés fue publicada en 1805 por Henry Thomas Colebrooke.